# E.J. Korvette
E.J. Korvette, ook bekend als Korvette’s, was een Amerikaanse keten van discountwarenhuizen, opgericht in 1948 in New York. Het was een van de eerste warenhuizen die de bepalingen over de adviesprijs in de anti-kortingswetten aanvocht. E.J. Korvette werd opgericht door Tweede Wereldoorlog-veteraan Eugene Ferkauf en zijn vriend Joe Zwillenberg. De keten heeft veel betekend voor de definitie van het begrip discountwarenhuis. Het verdrong eerdere retailers die alleen producten voor 5 en 10 cent verkochten en ging latere discountwinkels als Walmart en warenhuizen als Costco vooraf.
Het bedrijf slaagde er niet in zijn zakelijke succes op de juiste manier vast te houden, wat leidde tot een neergang en een faillissement en sluiting in 1980.

## Innovaties
De oprichter van EJ Korvette, Eugene Ferkauf, begon zijn carrière met een discountwinkel in een loft van 37 m² in het centrum van Manhattan, New York. Het assortiment bestond uit bekende merken koffers, huishoudelijke apparaten en sieraden. De kortingen bedroegen een derde van de normale prijzen. De omzet bedroeg meer dan $ 250 per m². Ferkauf ging in 1968 met pensioen. 

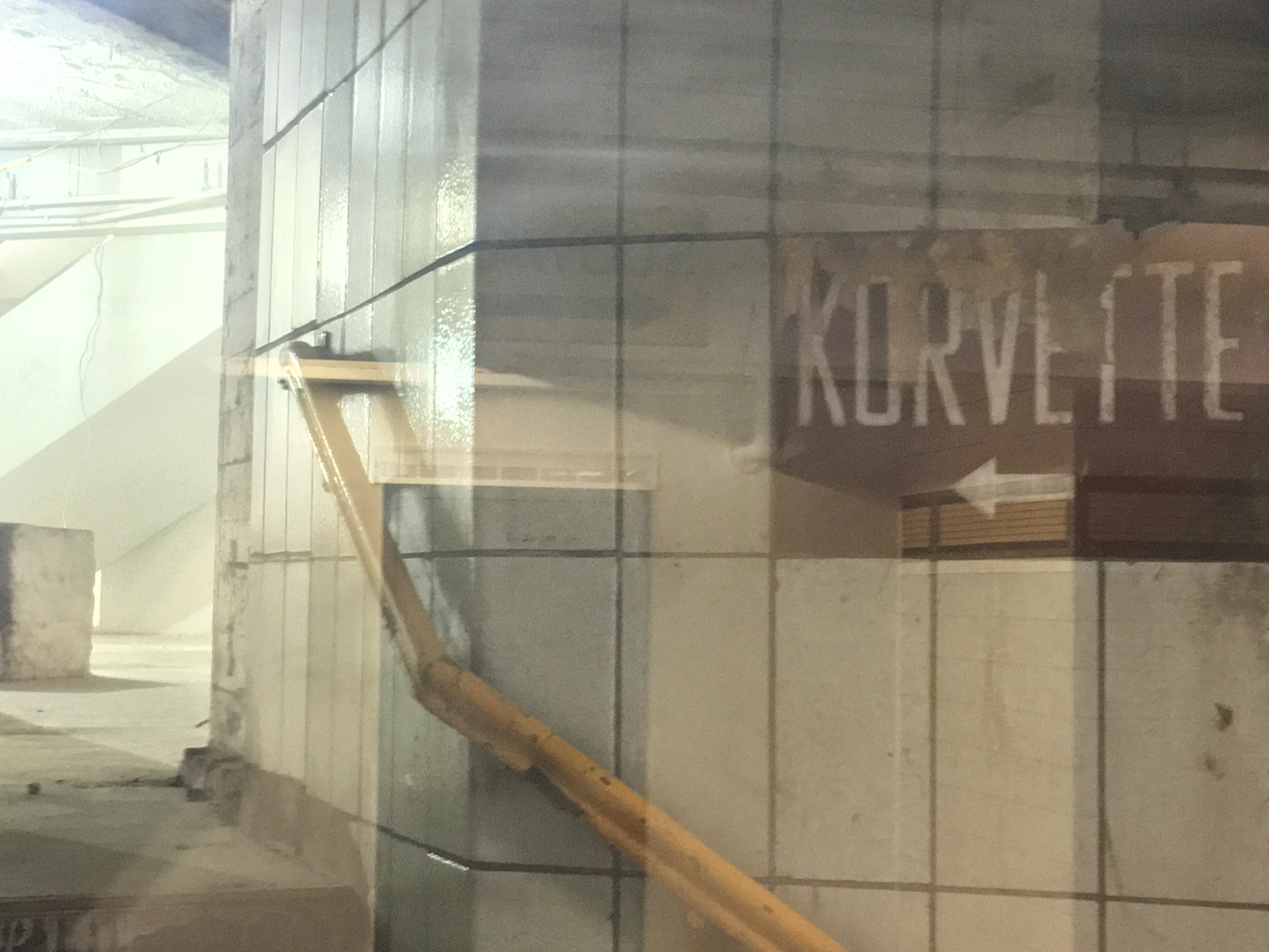
De ingang van E.J. Korvette vanuit de tunnel die het 33rd Street PATH- station verbindt met de ingang van het metrostation 34th St-Herald Square.

Het bedrijf maakte gebruik van diverse retailinnovaties om zijn snelle groei te stimuleren. Er werd gebruik gemaakt van kortingen, ook al was bekend dat de meeste kortingen destijds verboden waren. Korvette's introduceerde een lidmaatschapsprogramma, een concept van consumentencoöperaties dat nog nooit eerder in een warenhuis was toegepast. Het breidde zich ook uit naar voorstedelijke locaties, terwijl de meeste warenhuizen zich in de centrale winkelgebieden bevonden.
De platen- en audiodivisie werd een belangrijk deel van de winst van Korvette. In 1964 bereikte de platenverkoop de $20.000.000, waarbij David Rothfeld, merchandise manager voor platen, boeken en audioapparatuur, werd omschreven als "net zo hard als de rest van de jonge drijvende kracht achter Korvette, tot aan de 37-jarige president van het bedrijf, Jack Schwadron".

1948-1959-logo

### Kortings- en lidmaatschapsprogramma
Het model van Korvette, dat gericht was op lage prijzen en weinig service, leek in sommige opzichten op dat van eerdere retailers zoals Woolworth's, McCrory's en S.S. Kresge. Maar Korvette was innovatief door de anti-kortingsbepalingen van de Robinson-Patman Act te omzeilen en de adviesprijs voor dure artikelen zoals apparaten en luxe pennen te verlagen.
Korvette gebruikte 'lidmaatschapskaarten' (die het bedrijf uitdeelde bij de winkels en in de omliggende kantoren) om zichzelf te profileren als een coöperatieve detailhandel. Hierdoor kon Korvette flinke kortingen van leveranciers accepteren, iets wat concurrerende warenhuizen, zoals Macy's en Gimbels, niet konden. Macy's en andere bedrijven hebben talloze rechtszaken aangespannen tegen Korvette's op grond van de ''fair trade' -regelgeving om te voorkomen dat het bedrijf onder hun prijzen zou verkopen. Dat is niet gelukt. De rechtszaken hielpen Korvette's door de aandacht te vestigen op prijzen die zo laag waren dat concurrenten ze illegaal vonden.
Oprichter Eugene Ferkauf schreef zijn idee voor lidmaatschapskaarten en hoge kortingen toe aan reisartikelengroothandel Chas. W. Wolf. Maar waar Chas. W. Wolf slechts beperkt of zelfs heimelijk gebruik maakte van de lidmaatschapskaarten, maakte Korvette's ze populair door werknemers te instrueren om lidmaatschapskaarten uit te delen aan iedereen die een Korvette's binnenkwam.

### Winkelcentra en voorsteden
De eerste E.J. Korvette-winkel was gevestigd aan 45th Street in Manhattan, tussen Third Avenue en Lexington Avenue. De snelle groei in de jaren 1950 werd echter bevorderd door de vele winkels in winkelcentra langs de hoofdwegen die uit de stedelijke centra leidden. Hierdoor lag E.J. Korvette op een ideale locatie om te voldoen aan de vraag in de voorsteden, die in die tijd in de Verenigde Staten steeds populairder werden.
De eerste moderne winkel werd in 1954 geopend, een winkel van 8.400 m²  in Carle Place op Long Island, waar voor het eerst kleding werd verkocht. In 1956 had Korvette's zes winkels, waaronder winkels in Philadelphia en Harrisburg, Pennsylvania. In 1958 telde het bedrijf 12 winkels. Op het hoogtepunt telde de keten 58 winkels.
In een winkel van Korvette waren de kassamedewerkers per afdeling geplaatst, zonder centrale kassa. Grote winkels hadden onder andere een supermarkt, apotheek, dierenwinkel en bandencentrale .
In november 1967 opende Korvette een nieuwe vlaggenschipwinkel, de 45e vestiging. De winkel was gevestigd in de voormalige Saks-winkel op de hoek 34th Street en Herald Square, die in 1965 sloot en voor een bedrag van 1,5 miljoen dollar werd gerenoveerd. 
Korvette breidde zich in de jaren 1960 uit naar de gebieden Chicago, Northern Virginia, Detroit, Baltimore en St. Louis. De organisatie betwistte met succes de staats- en lokale wetten en verordeningen over de sluiting op zondag, nadat  een werknemer op 20 december 1976 een interne financiële haalbaarheidsstudie had uitgevoerd. Nadat die barrières waren doorbroken, gingen veel andere detailhandelaren op zondag open. 

## Achteruitgang en sluiting
De neergang en sluiting van Korvette's worden op verschillende manieren toegeschreven aan inconsistent management, het niet focussen op producten waar men kennis van had (zoals apparaten), en uiteindelijk de poging om rechtstreeks te concurreren met de warenhuizen op gebieden als mode, ondanks het feit dat het noch de expertise noch de juiste winkelsfeer daarvoor had.
Toen Schwadron voorzitter van Korvette's werd, zei hij: "Toen we voor het eerst naar Detroit gingen, dachten mensen dat je onze naam met een 'C' spelde en dat we iets waren waar je in reed. Maar na 90 dagen wisten onze klanten - en onze concurrenten - precies wie we waren" en "Onze winstgevendheid wordt belemmerd door de snelheid waarmee we nieuwe winkels hebben geopend... Maar we zijn er uiteindelijk in geslaagd om een basis te bouwen van waaruit we winstgevend kunnen uitgroeien tot een landelijk bedrijf."
Opmerkelijk was de stap van E.J. Korvette naar de home entertainment-industrie. De detailhandelaar introduceerde afdelingen met high-end audio-apparatuur in geselecteerde winkels. Korvettes ging zelfs zo ver dat het zijn eigen merk "XAM" op de markt bracht: stereo- ontvangers, versterkers (sommige geproduceerd door Harman Kardon en Roland), televisietoestellen en luidsprekers. 
In juni 1965 trad Schwadron af vanwege meningsverschillen, waaronder tegengestelde filosofieën over merchandising, reclamemethoden en public relations, en andere.
Eind 1965 richtte Korvette een eigen meubeldivisie op en besteedde hij de verkoop van meubels en tapijten uit. Er werd een complex opslag- en distributienetwerk opgezet. In Danville, Virginia, werd een centraal distributiemagazijn opgericht. Deze vestiging ontving meubels die waren gekocht door kopers in East Paterson, New Jersey, en verzond vervolgens de individuele bestellingen van klanten opnieuw op basis van de beloofde leverdatums. De verkochte goederen werden vervolgens verzonden naar distributiecentra in East Paterson en Pennsauken, New Jersey, en Jessup, Maryland, voor de laatste voorbereidingen en levering. De meubeldistributiegroep bleef actief tot de sluiting eind 1977.
In 1966 begon Korvette's achteruit te gaan en besloot het bedrijf te fuseren met de winkelketen Spartan Industries. Eugene Ferkauf werd uit de leiding van het bedrijf gezet en de managers van Spartan probeerden het bedrijf nieuw leven in te blazen.
Van 1971 tot 1979 was Korvette eigendom van Arlen Realty and Development Corporation, een projectontwikkelaar die de vijftig winkels van Korvette gebruikte als bron van inkomsten. In deze periode maakten de winkels van Korvette in de regio New York veelvuldig reclame op de lokale televisie, waarbij spelshowpresentator Bill Cullen als woordvoerder werd ingezet.
In 1979 werd Korvette gekocht door de Agache-Willot Group uit Frankrijk, die aanvankelijk de minst winstgevende winkels van Korvette sloot en begon met de verkoop van goederen, inventaris, apparatuur en onroerend goed. In 1980 gingen ze failliet en op 24 december 1980 sloten ze alle zeventien overgebleven winkels.

## Naam
Volgens de oprichter van Korvette, Eugene Ferkauf, die op 5 juni 2012 overleed, ontstond de naam "E.J. Korvette" uit een combinatie van de initialen van de oprichters ( Eugene en Joe) en een herschrijfvorm van de marineterm corvette, een wendbaar zeilschip dat later in de Tweede Wereldoorlog als onderzeebootjager werd gebruikt. De oprichting van het bedrijf in 1948 (twee jaar voor de Koreaanse Oorlog) ontkracht hert broodjeaapverhaal dat de naam een acroniem was voor "Eight (of Eleven) Jewish Korean War Veterans". De oprichters Ferkauf en Zwillenberg waren echter Joods.

### Korvette in Canada
Bij gebrek aan de Amerikaanse Korvette-keten in Canada werd in 1958 in Quebec een discountketen opgericht onder de naam "Korvette Stores Limited" (nu "Les Magasins Korvette Ltée"), zonder enige band met het Amerikaanse bedrijf. De keten bestaat nog steeds en exploiteerde in mei 2015 71 discountwinkels.